# Henschia aniarus
Henschia aniarus är en insektsart som beskrevs av Alexander Fyodorovich Emeljanov 1964. Henschia aniarus ingår i släktet Henschia och familjen dvärgstritar. Inga underarter finns listade i Catalogue of Life.